# Psolidium ravum
Psolidium ravum is een zeekomkommer uit de familie Psolidae.
De wetenschappelijke naam van de soort werd in 1962 gepubliceerd door Hickman.